# Fiñana
Fiñana là một đô thị thuộc tỉnh Almería, ở cộng đồng tự trị Andalusia, Tây Ban Nha. Đô thị này có diện tích 135 km², dân số năm 2005 là 2442 người.

## Biến động dân số
| 1999  | 2000  | 2001  | 2002  | 2003  | 2004  | 2005  |
| ----- | ----- | ----- | ----- | ----- | ----- | ----- |
| 1,727 | 1,741 | 2,514 | 2,488 | 2,450 | 2,432 | 2,442 |

Nguồn: INE (Tây Ban Nha)